# Бофор (фильм)
«Бофор» (фр. Beaufort) — израильская военная  драма - фильм 2007 года, номинированный на премию «Оскар».

## Сюжет
В центре истории — командир укрепленного пункта «Бофор» лейтенант Лираз Либерти и его бойцы. Войска Израиля удерживают «Зону безопасности» на территории Южного Ливана, атакуемую боевиками Хезболлы. Руководство страны решает вопрос о выводе войск. Солдаты заняты каждодневной рутинной работой: обороняют форпост, стреляют в противника и сами получают пулю с другой стороны. Периодически в кадр попадает тоскливая картина: панорама долины перед бункером на холме.
На глазах командира Либерти разворачиваются все ужасы войны, когда никто не знает врага в лицо и только грохот рвущихся ракет разрывает тишину. Гибнут бойцы, одна ужасная трагедия следует за другой… Мир Лираза стремительно рушится.

## В ролях
| Актёр          | Роль                    |
| -------------- | ----------------------- |
| Ошри Коэн      | лейтенант Лираз Либерти |
| Эли Алтонио    | Ошри                    |
| Итай Турджеман | Томер Зилтауи           |
| Итай Тиран     | санитар Идан Корис      |
| Даниэль Брук   | Павел                   |
| Галь Фридман   | Бейлис                  |
| Нево Кимхи     | Авишай                  |
| Игаль Резник   | Руби                    |
| Итай Шор       | Эмилио                  |
| Артур Перзев   | Йонатан Шпицер          |
| Охад Кнолер    | сапер Зив               |
| Алон Абутбуль  | бригадный генерал Кимхи |
| Зоар Штраус    | Росман                  |

## Дополнительная информация
- Фильм снят по роману «Если есть рай» (в переводе на русский и английский — «Бофор»[англ.]) Рона Лешема.
- Вместо реального замка Бофор съёмочная группа использовала крепость Нимрод, находящуюся на израильской земле[3].